# Papryka Red Savina

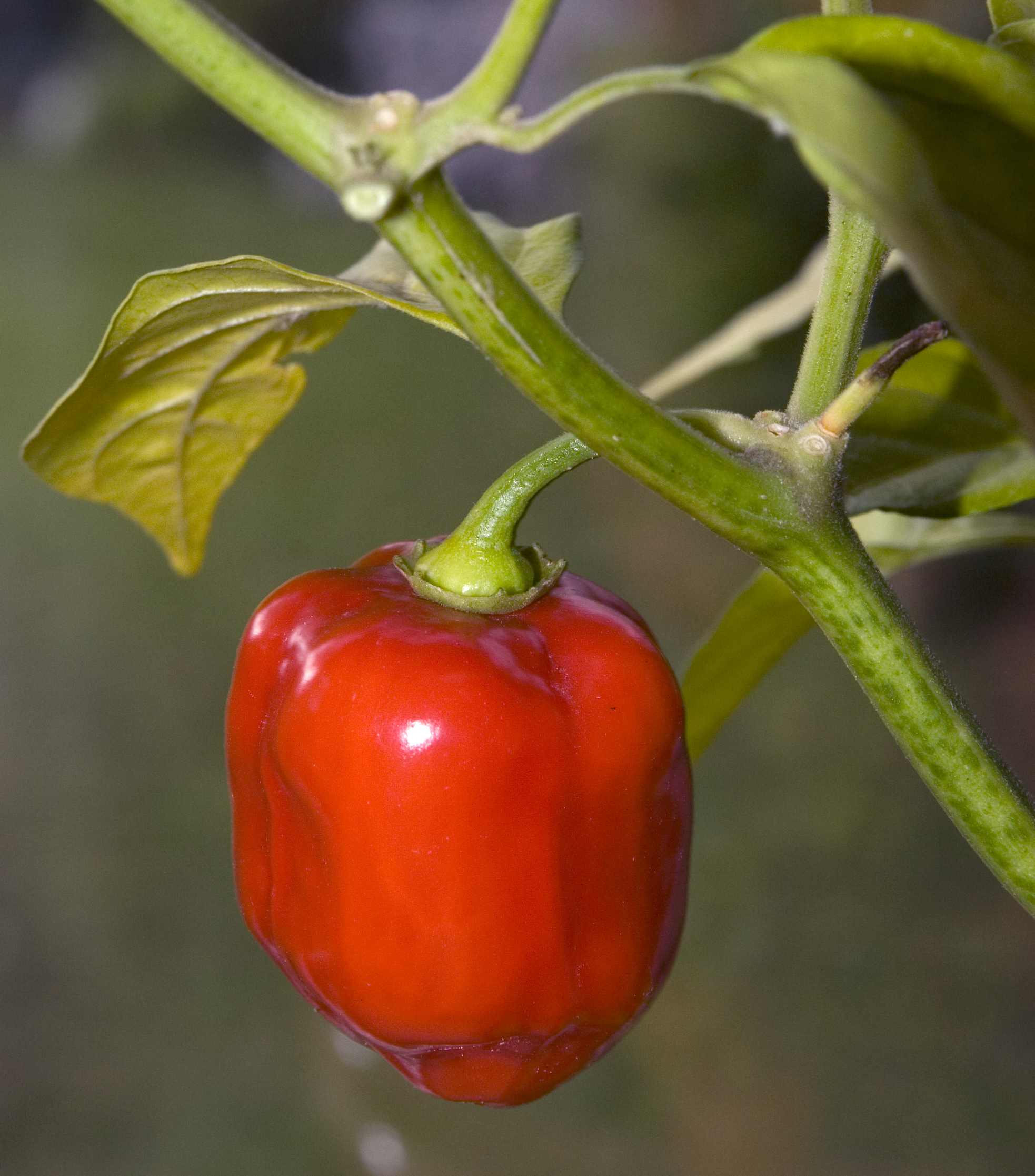
Papryka Red Savina

Papryka Red Savina – została wyhodowana w Kalifornii. Powstała metodą doboru i selekcji nasion czerwonego habanero.

## Ostrość
Jest najostrzejszą papryką z rodziny habanero. Ma 280 000 do 570 000 jednostek w skali Scoville'a.